# تحریم انتخابات ریاست‌جمهوری ایران (۱۴۰۰)
افراد، گروه‌ها و احزاب گوناگونی انتخابات ریاست‌جمهوری ۲۸ خرداد ۱۴۰۰ ایران را تحریم کردند. بیش از ۵۱ درصد از واجدان شرایط در انتخابات شرکت نکردند.

## افراد

### سیاسیون
- رضا پهلوی[۲]
- مریم رجوی[۳][۴]
- میرحسین موسوی[۲]
- محمود احمدی‌نژاد[۲]
- ابوالفضل قدیانی[۲]
- فائزه هاشمی[۲]
- هاشم خواستار[۲]
- مجید توکلی [۵]
- آلان توفیقی[۲]
- یاسر میردامادی[۲]
- منصور فرهنگ[۲]
- مهدی نوربخش[۲]
- رضا علیجانی[۲]
- کورش زعیم[۲]
- مجتبی ابطحی[۲]
- فاطمه اسانلو[۲]
- محمد نوری‌زاد[۲][۶]
- اکرم نقابی[۲]
- امیرحسین اعتمادی[۲]
- ناهید بهمنی[۲]
- فؤاد پاشایی[۲]
- کریم شامبیاتی[۲]
- حسن شریعتمداری[۲]
- مسیح علی‌نژاد[۲]
- مسعود نقره‌کار[۲]
- اسماعیل نوری‌علا[۲]

### دانشگاهیان
- صادق زیباکلام[۷]
- عباس میلانی[۸]
- رامین جهانبگلو[۸]
- فریدون خاوند[۸]
- کاظم علمداری[۸]
- کاظم کردوانی[۸]
- حسن نایب هاشم[۸]
- فرشته مولوی[۸]

### هنرمندان
- مرتضی برجسته[۹]
- شاهین نجفی[۲]
- مری آپیک[۹]
- حمید طالب‌زاده[۹]
- شادی امینی[۹]

### زندانیان سیاسی
- مریم اکبری منفرد[۱۰]

## گروه‌ها
احزابی که صریحاً انتخابات را تحریم کردند
- شورای ملی مقاومت ایران[۱۱][۳]
- کنگره ملیت‌های ایران فدرال[۲]
- شورای دموکراسی خواهان ایران[۲]
- سازمان مجاهدین خلق ایران[۱۲][۱۳]
- همبستگی برای آزادی و برابری در ایران[۲]
- اتحاد جمهوری خواهان ایران[۲]
- حزب چپ ایران (فدائیان خلق)[۲]
- همبستگی جمهوری خواهان ایران[۲] [۱۴]
- حزب توده ایران/ فرقه دمکرات آذربایجان[۱۵]
- مرکز همکاری احزاب کردستان ایران (شامل کومله، کومله زحمتکشان، خبات، حدکا و حدک)[۲]

احزابی که بدون تحریم رسمی انتخابات اعلام کردند امکان شرکت ندارند
- نهضت آزادی ایران[۲]
- مجمع روحانیون مبارز[۲]

## موضع‌گیری‌ها
- مریم رجوی، رهبر شورای ملی مقاومت ایران (NCRI)، گفت: «تحریم بی‌سابقه سراسری» نشانگر آن بود که ایرانیان «به سرنگونی تئوکراسی حاکم رأی داده‌اند». وی همچنین تحریم انتخابات را ضربه‌ای سیاسی و اجتماعی به خامنه‌ای توصیف کرد و ابراهیم رئیسی را آخرین کوشش خامنه‌ای برای حفظ نظامش دانست و افزود: «دیگر هیچ توجیهی برای جامعه بین‌الملل وجود ندارد، با رژیمی که رئیس‌جمهور آن یکی از بدترین جنایتکاران علیه بشریت در تاریخ معاصر است، تعامل یا مماشات کند.»[۱۱][۱۶][۱۷][۳]